# Wanda Adamska
Wanda Adamska z domu Ćwik (ur. 20 listopada 1944 w Ruppendorfie, zm. 5 grudnia 2024 w Brzeźnicy k. Bochni) – polska polityk, posłanka na Sejm PRL VIII kadencji.

## Życiorys
Uzyskała wykształcenie podstawowe. Pracowała jako rolnik, trzykrotnie otrzymała nagrodę mistrza produkcji zwierzęcej za efekty w produkcji rolnej, uhonorowana została także odznaką „Zasłużony Pracownik Rolnictwa”. Zasiadała w Wojewódzkim Komitecie Zjednoczonego Stronnictwa Ludowego w Tarnowie, była też wiceprezesem koła tej partii w Brzeźnicy. Zasiadała w Gminnej Radzie Narodowej w Rzezawie. W latach 1980–1985 pełniła mandat posłanki na Sejm PRL VIII kadencji w okręgu Tarnów. Zasiadała w Komisji Komunikacji i Łączności, Komisji Pracy i Spraw Socjalnych oraz w Komisji Polityki Społecznej, Zdrowia i Kultury Fizycznej.
Mieszkała w Brzeźnicy.